# Folda (Trøndelag)
Die Folda, oder auch Folla, ist ein Seegebiet vor der Küste der norwegischen Fylke (Provinz) Trøndelag. Es erstreckt sich über eine Gesamtdistanz von rund 30 Seemeilen vom Kya Leuchtturm auf der Insel Kya (Lage) und dem Buholmråsa Leuchtturm (Lage) auf der Insel Sønnaholmen im Südwesten bis zum Gjæslingan Leuchtturm (Lage) auf der Insel Haraldsøykråka und dem Grinna Leuchtturm (Lage) auf Grinna im Nordosten.
Die Folda ist wegen ihres schweren Seegangs berüchtigt und wird oft als Schiffsfriedhof bezeichnet (norwegisch havets kirkegård), da dort so viele Schiffe ihr Ende fanden. Eines der bekanntesten war das Hurtigruten-Schiff Sanct Svithun, das dort im Oktober 1962 unterging, wobei 41 Menschen ihr Leben verloren.
Die Bezeichnung Folda, oder auch Innerfolda, wird häufig auch auf den Foldafjord angewandt, der bei dem Fischerdorf Abelvær im Norden der Folda beginnt und sich von dort 71 km in das Festland erstreckt.